# Anfibolito

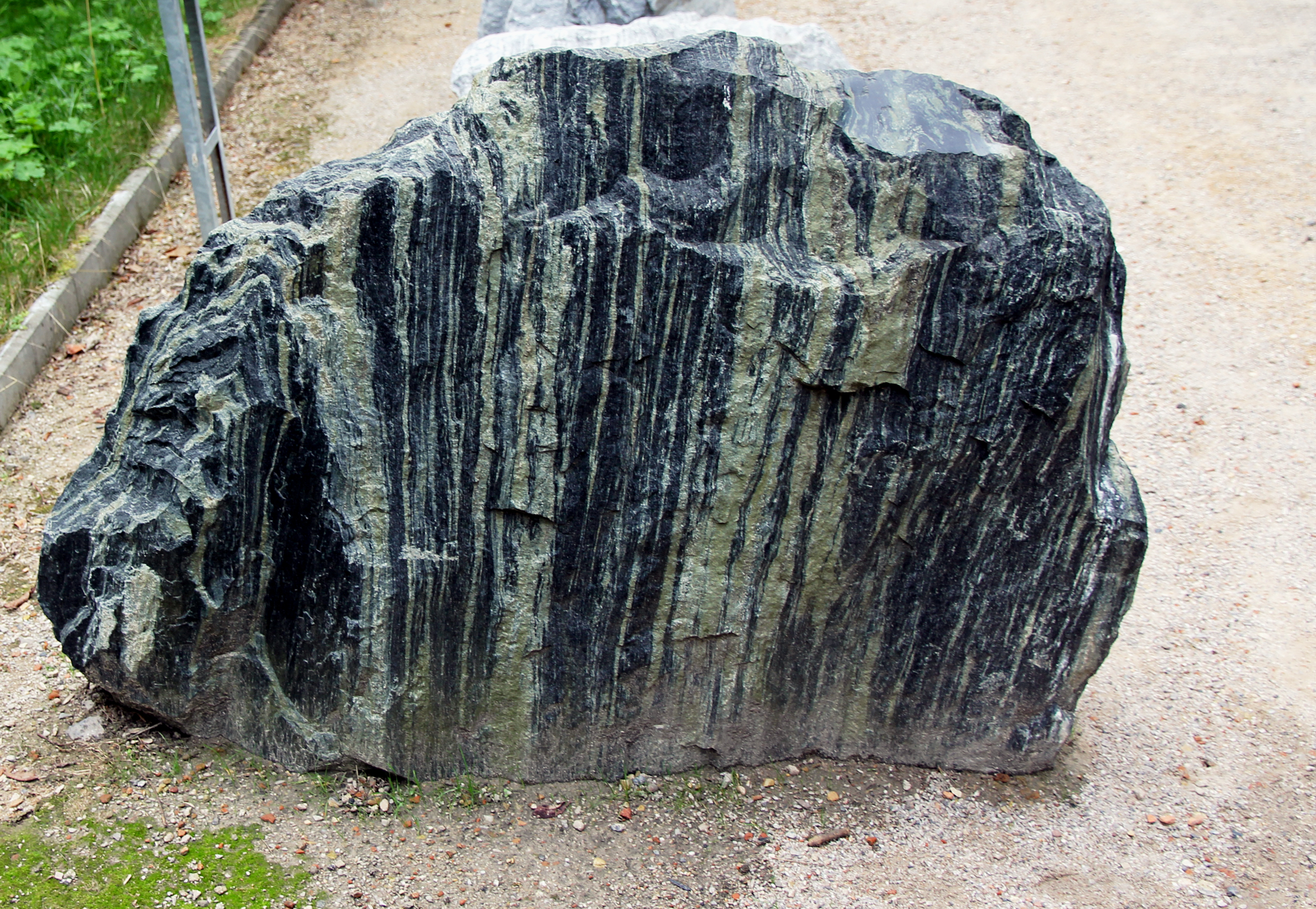
Anfibolito.

Anfibolito é uma rocha composta principalmente pela anfíbola hornblenda, restringindo-se o termo a rochas metamórficas. Actualmente, as rochas ígneas holocristalinas compostas sobretudo pela anfíbola hornblenda são designadas hornblenditos. O basalto metamorfoseado (metabasalto) cria o orto-anfibolito e outras litologias quimicamente apropriadas criam o para-anfibolito.
A palavra metabasalto foi assim cunhada, em grande parte para evitar a confusão entre orto-anfibolito e para-anfibolito. Este termo é recomendado pelo British Geological Survey quando é possível determinar a origem da rocha apenas por suas características (e não por relações de campo), principalmente quando o grau de metamorfismo é baixo.